# Índice de calor

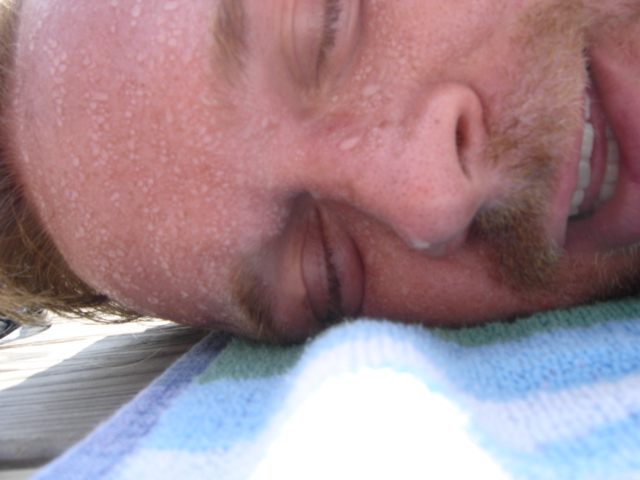
A evaporação do suor de uma pessoa é reduzido pela saturação do ar próximo à pele.

O índice de calor visa determinar o efeito da umidade relativa sobre a temperatura aparente do ar. Em outras palavras, é uma medida para definir qual a intensidade do calor que uma pessoa sente, variando em função da temperatura e da umidade do ar.
Humanos têm o suor como mecanismo de perda de calor, evaporando com o calor da pele, e assim reduzindo sua temperatura. A água em forma de vapor, pairando no ar, reduz a taxa de evaporação do suor da pele, e assim faz com que uma pessoa sinta mais calor em um ambiente com umidade relativa elevada do que outra pessoa em um ambiente seco de mesma temperatura.

## Efeito meteorológico inverso
O índice de calor cresce no mesmo sentido da umidade e temperatura. Contudo, em condições normais, a elevação da umidade no ar pode fazer com que este sature; a água em excesso condensa em pequenas gotículas, formando névoa, bloqueando parte dos raios solares que atingem o solo e amenizando a temperatura. Por conta disso, acreditava-se que o maior índice de calor atingível em solo terrestre seria de 71 °C. Todavia, já houve registros de índices de 78 °C na Índia.

## Gráfico descrevendo índice de calor (em graus Fahrenheit)
- Air temperature: temperatura do ar
- Relative humidity: umidade relativa
- Warm: morno
- Very warm: quente
- Hot: bem quente
- Very hot: muito quente
- Extremely hot: extremamente quente

## Fórmula
A fórmula a seguir reproduz o índice de calor, tendo sido adaptada da fórmula usada na tabela da Administração Oceânica e Atmosférica Nacional dos EUA.
{\displaystyle \mathrm {IC} ={\frac {5}{9}}(c_{1}+c_{2}T+c_{3}R+c_{4}TR+c_{5}T^{2}+c_{6}R^{2}+c_{7}T^{2}R+c_{8}TR^{2}+c_{9}T^{2}R^{2})-32)\ \,}
onde
{\displaystyle \mathrm {IC} \,\!} = índice de calor (em graus Celsius)
{\displaystyle T\,\!} = temperatura (em graus Fahrenheit) ==> T (F) = 1,8 * T (C) + 32
{\displaystyle R\,\!} = umidade relativa (em porcentagem)

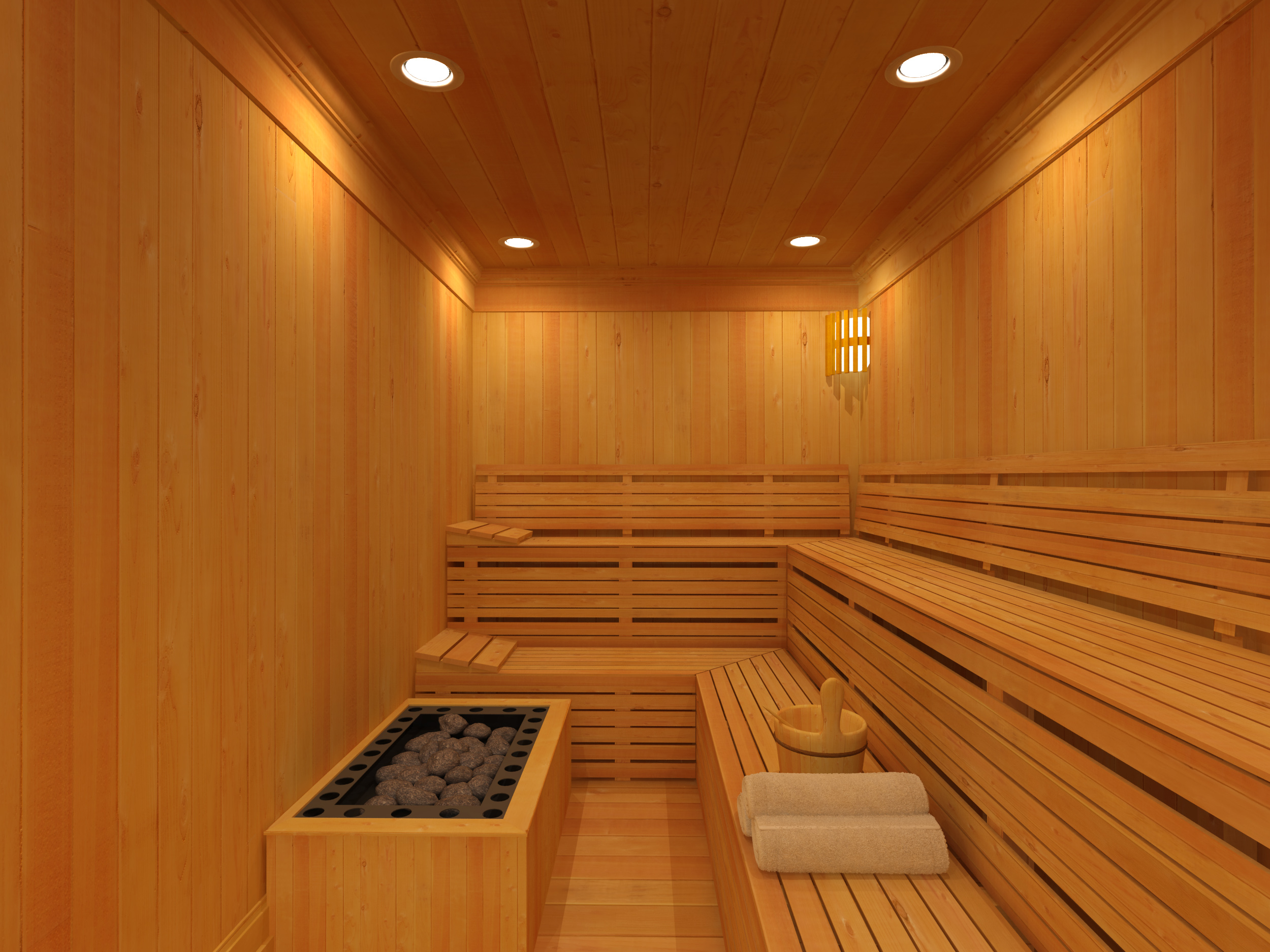
O índice de calor é especialmente alto dentro de uma sauna

{\displaystyle c_{1}=-42.379,\,\!} {\displaystyle c_{2}=2.04901523,\,\!} {\displaystyle c_{3}=10.14333127,\,\!} {\displaystyle c_{4}=-0.22475541,\,\!} {\displaystyle c_{5}=-6.83783\times 10^{-3},\,\!} {\displaystyle c_{6}=-5.481717\times 10^{-2},\,\!} {\displaystyle c_{7}=1.22874\times 10^{-3},\,\!} {\displaystyle c_{8}=8.5282\times 10^{-4},\,\!} {\displaystyle c_{9}=-1.99\times 10^{-6}.\,\!}

## Efeitos do Índice de calor (temperaturas à sombra)
| Índice de calor | Notas                                                                     |
| --------------- | ------------------------------------------------------------------------- |
| 27–32 °C        | Cuidado — possibilidade de fadiga após exposição e actividade prolongadas |
| 32–41 °C        | Cuidado extremo — hipertermia e caimbras de calor possíveis               |
| 41–54 °C        | Perigo — hipertermia e caimbras de calor prováveis                        |
| acima de 54 °C  | Perigo extremo — hipertermia e caimbras de calor iminentes                |

Note que a exposição ao sol pode aumentar o índice de calor em até 8 °C.

## Referencias
1. ↑  http://mundoestranho.abril.com.br/materia/como-se-forma-a-neblina
2. ↑  
Burt, Christopher C. (2004). Extreme Weather: A Guide & Record Book. [S.l.]: W. W. Norton & Company. 28 páginas. ISBN 0-393-32658-6